# Насадка зовнішня
Насадка зовнішня, Насадка Вентурі (рос. насадка внешняя (Вентури); англ. external mouthpiece (Venturi); нім. Aussenaufsatz m, Ausseneinsatz m, Venturi-Düse f) — циліндрична насадка, розміщена з зовнішнього боку стінки посудини (або водойми), з якої вона живиться. Коефіцієнт витрати зовнішньої насадки більший за коефіцієнт витрати внутрішньої при інших рівних умовах.